# Iglesia Metodista de Mount Sterling
La Iglesia Metodista Mount Sterling es una histórica iglesia metodista ubicada cerca del cruce de Choctaw County Road 43 y Choctaw County Road 27 en la comunidad rural de Mount Sterling, Alabama, Estados Unidos. Es un ejemplo casi inalterado del estilo simple del neogriego popular para las iglesias rurales a mediados del siglo XIX. Fue agregado al Registro Nacional de Lugares Históricos el 8 de mayo de 1986.

## Historia
La iglesia se completó en un estilo neogriego simple en 1859, cuando la comunidad era una próspera ciudad antes de la guerra. La tierra para la iglesia fue donada por la familia Catterlin, los primeros colonos del condado de Choctaw que habían establecido una oficina de correos en Mount Sterling en 1838. El edificio de un solo piso fue el primero en el condado que se construyó exclusivamente como una iglesia; una iglesia bautista anterior fue construida originalmente como una logia masónica y un seminario. Se utilizó para los servicios de la iglesia hasta la década de 1970, cuando la menguante congregación ya no podía permitirse el lujo de mantenerlo. En 1980, la propiedad fue donada a la Sociedad Histórica del Condado de Choctaw. La sociedad histórica, que en ese momento tenía poco menos de 50 miembros, pasó más de 15 años recaudando dinero y restaurando la estructura para usarla como salón comunitario. Es una de las dos únicas iglesias restantes del siglo XIX en el área de Mount Sterling, la otra es la Iglesia Episcopal Metodista Cristiana de San Juan.

## Descripción
La iglesia es una estructura rectangular con tejado a dos aguas que se extiende a lo largo del edificio. Se asienta sobre pilares de ladrillo individuales. El exterior está revestido con un revestimiento de tablero de regazo pintado de blanco. La fachada delantera tiene dos pares de puertas de entrada en el marco del frontón. Cada lado tiene cuatro ventanas de guillotina de nueve sobre nueve con contraventanas, mientras que la parte trasera tiene dos ventanas. El campanario es cuadrado con un techo a cuatro aguas, se encuentra cerca del extremo de la entrada del edificio, y está revestido con un tablero de regazo con rejillas de ventilación en cada lado.
El interior consta de una gran sala que se dividió en el extremo sur en la década de 1950 para crear dos salas de escuela dominical. El sistema de soporte del techo es exclusivo del suroeste de Alabama y consiste en un solo entramado con tirantes verticales que se extienden a lo largo del edificio, que tiene muescas para unirse a las vigas del techo y los entramados diagonales. Esto ha provocado que la cuerda inferior se agriete y se agregaron columnas de madera debajo de la parte agrietada. Las paredes originales de listones y yeso se han reemplazado con paneles de yeso, pero el piso de madera de pino original está intacto.